# Dojka
Dójka (latinsko mamma) je kožni organ na prsih, ki vsebuje mlečne žleze; pri moških so dojke nerazvite.

## Embrionalni razvoj
V četrtem embrionalnem tednu na zarodku nastane zadebelitev zunanjega kličnega lista (ektoderma), ki poteka od pazduhe do dimeljskega področja. Z rastjo se vriva v srednji klični list (mezoderm), ki leži pod njo. V šestem tednu se imenuje ektodermalna mlečna črta. Po osmem embrionalnem tednu ostane le še del, ki leži v višini četrtega medrebrnega prostora. Do konca nosečnosti se v tem delu razraščajo endotelne celice, ki brstijo kot kanalčki v podkožje. Pod vplivom estrogena in progesterona ustvarijo zasnovo za mlečno žlezo. Ob koncu nosečnosti zaradi močnega delovanja materinih placentarnih hormonov in fetalnega prolaktina žleza izboči nad njo ležečo
kožo in lahko nekaj časa izloča mlezivu podobno tekočino. Po dveh do treh tednih to
izločanje preneha, žleza preide v obdobje mirovanja, ki traja do pubertete.
V puberteti začne pri deklicah pod vplivom estrogena, prolaktina in rastnega hormona žlezno tkivo proliferirati. Izvodila rastejo v globino, na njihovih koncih nastajajo alveolarne zasnove, iz katerih se razvije žlezno tkivo.

## Anatomija
Dojka je parna žleza, ki leži na veliki prsni mišici v višini med 3. in 6. rebrom. Dojka odrasle ženske tehta običajno med 150 in 200 g. Po porodu se v žleznem sistemu tvori mleko. Žlezni sistem je sestavljen iz tako imenovanih žleznih režnjev ali lobulov. Iz žleznih režnjev do prsne bradavice vodijo mlečni vodi ali duktusi, ki se proti prsni bradavici zožijo in odpirajo z drobno odprtino.  Žlezno tkivo je obdano s pregradami opornega tkiva ali strome, ki ga sestavljata vezivo in maščevje. Žlezno tkivo od strome loči tako imenovana bazalna membrana. V stromi potekajo tudi mezgovnice, žile in živci. Dojka je zelo ožiljen in dobro prekrvljen organ. Krvne žile so mrežasto razvejane in skoncentrirane v smeri prsne bradavice. Ob prehodu krvne plazme iz krvnih žil v tkivo nastaja limfa. Z njo se produkti presnove in povzročitelji bolezni prenašajo iz telesnih tkiv. Limfa odteka v regionalne bezgavke v pazduho in naprej v podključnično ter nadključnično kotanjo. Limfnih vozlov pri zdravih ljudeh ni mogoče tipati. Ob vnetju limfni vozli otečejo in postanejo občutljivi na dotik ali celo boleči.

## Bolezni dojk
Simptomi v dojkah (bolečina, zatrdline, izcedek iz bradavice) so pogosti. Čeprav ima več kot 90 % teh simptomov benigni vzrok, je vedno treba pozornost posvetiti možnosti raka dojke. Pogostejše bolezni dojk so:
- mastodinija (bolečina v dojki) in zatrdline:
  - fibroadenomi (neboleče majhne bule v velikosti frnikole)
  - poškodba prsnega koša ali preobremenitev prsnih mišic
  - hormonske spremembe
  - okužbe dojk (mastitis)
  - galaktokela
  - različne oblike raka lahko povzročijo bolečine in zatrdline v prsih
- izcedek iz bradavic:
  - rak je vzrok v manj kot 10 % primerov
  - endokrine motnje (npr. povečane koncentracije prolaktina, ki vodijo v galaktorejo; vzrok so lahko tumorji v možganskem privesku, hipotiroidizem, kronična ledvična odpoved, nekatera zdravila ...)
  - benigne spremembe v izvodilih (fibrocistične spremembe, intraduktalni papilomi ...)
- ginekomastija (čezmerni razvoj žleznega tkiva dojke pri moških)
  - motnje delovanja jeter
  - motnje delovanja ledvic
  - endokrine motnje
  - nekatera zdravila (anabolni steroidi, cimetidin, estrogeni ...)
- rak dojke
- filoidni tumor

### Razvojne nepravilnosti
Odsotnost dojke (amastija) in odsotnost bradavice (atelija) sta redki prirojeni nepravilnosti, prav tako nadštevilne dojke (polimastija) in nadštevilne bradavice (politelija), ki so posledica nezavrtega razvoja mlečnih vozličev. Praviloma sta dojki nekoliko asimetrični, leva je običajno večja od desne. Nasprotje premajhne dojke (mikromastija) je prevelika dojka (makromastija), ki lahko tehta tudi več kot 10 kg. Prirojene nepravilnosti povzročajo ženskam fizične, funkcionalne in psihične težave. Manjše estetske nepravilnosti se ne zdravijo, večje estetske, funkcionalne in patološke nepravilnosti pa zdravijo operativno.